# Ужинець
У́жинець — село в Україні, у Млинівській селищній громаді Дубенського району Рівненської області. Населення становить 498 осіб.
У с. Ужинець встановлено пам'ятний знак на вшанування живцем спалених жителів села Людвіківка.

## Історія

### Походження назви
Назва села походить від висохлої річки Вужанка (Ужанка), де водилися вужі.

### Літературні згадки

#### Перше письмове
Село "Ужинцов" згадується в акті від 15 липня 1568 р. в скарзі пана Яна Монтовта-Коблинського про нанесення побоїв його селянам в с. Ужинець і про погрози вбити його війта селянами дорогостайського урядника Яна Муховецького (опис актів Київського центрального архіву).

#### Друга згадка
Ще раз Ужинець згадано як власність володимирського подкоморія князя Олександра Семашка в акті від 16 квітня 1572 р. — в скарзі Войтеха Рижицького від імені стольника великого князівства Литовського Миколи Дорогостайського на володимирського підкоморія Олександра Семашка та його дружину Варвару Олександрівну про те, що на Великдень вночі з неділі на понеділок (квітня 1572 р.) злодійським чином викотили (переселили) з Коблино в Дорогостаї два приналежні скаржнику сімейства — Олишка Андрійовича з дружиною та трьома синами та Барната з жінкою та дітьми. При цьому зазначено, що намісник скаржника Рижицький знайшов слід крадіжки в с. Ужинець, але війт Ужинецький цей слід знищив.

### Історичні пам'ятки
В 1886 р. в селі зведена дерев'яна церква імені Різдва Пресвятої Богородиці.

### Перша світова війна
Село на кінець XIX ст. належало графу Ходкевичу. В кінці XIX ст. організовано церковно-приходську двокласну школу.
7 (20) листопада 1917 року, відповідно до Третього Універсалу Української Центральної Ради, увійшло до складу Української Народної Республіки.
Влітку 1919 р., відтісняючи білополяків, в Ужинець прибув Таращанський полк, а з часом — С. М. Будьонний із своїм штабом. Два тижні пробув він у селі. Поселився і жив у Н. Возняка, а штаб розміщувався в К. Радчука. Двічі в Ужинець із Дубно приїздив К. Є. Ворошилов, проводив мітинги.
Три батраки пана Ходкевича із Ужинця приєдналися до Будьонного і воювали проти білополяків.
У 1930-х роках великим земельним власником у селі був пан Ходкевич. Тут він мав у користуванні 468 гектарів орної землі та 1280 гектарів лісу. Селянам, які проживали у 120 дворах, належало 711 гектарів землі та 48 гектарів лісу.

### Друга світова війна
Радянську владу у 1939 р. в Ужинці встановлено таким чином. У вересні на перехресті доріг Луцьк — Дубно, Млинів — Рівне зупинилася танкова колона. Звістка про це миттю донеслася до села. Зорганізувалася колона, яка із хлібом та сіллю вийшла назустріч військовій радянській частині.
А наступного дня біля школи люд зібрався на мітинг. Перед селянами виступив офіцер, котрий привітав селян із визволенням, розповів про райдужне життя у Радянському Союзі. Опісля вибрали місцеве самоврядування (сільком). Першим головою цього комітету став Олександр Миколайович Панасюк. Надалі його чекали сталінські концтабори. Реабілітований.
У правління першого колгоспу, започаткованого навесні 1940 р., входили Іларіон Микитович Шендера, Василь Васильович Щупак, Никифор Євдокимович Возняк, Парфен Тимофійович Чернушко. Останнього обрали головою.
Найстрашнішим лихом для жителів Ужинця стала нацистська окупація. Перші жертви гітлерівців — сільський активіст Петро Ващук та тодішній голова сільської ради Іван Ільчук. Понад два десятки ужинецьких юнаків та дівчат стали остарбайтерами у Німеччині.
Коли на луцькому автошляху було обстріляно німецький автомобіль, окупанти ще більш озвіріли. Вони спланували криваву акцію. Спалили цілу вулицю із 12 хат. Зокрема у полум'ї загинула вся сім'я Григорія Котюка. 15-річна дочка вирвалася із будівлі. Почала втікати до лісу. За нею погналися на танку. Коли до лісу залишалося метрів п'ятдесят, відкрили стрілянину з кулемета. А потім убієнну підім'яла ще й танкова гусениця.
Нараховувалося у колгоспі всього 12 індивідуальних господарств. Усі вони були спалені під час німецької окупації. Зайняли Ужинець німці 25 червня 1941 р., а відступили з нього березня 1944 р. На фронтах війни загинуло 19 із 66 жителів Ужинця.  Біля Ужинця був хутір, який з'явився після реформи 1861 р. Називали його Людвіковкою. Назва пов'язана з іменем одного із панів Ходкевичів Людвіка. Цей хутір заселили виключно польські поселенці. Влітку 1943 р. нацисти повністю спалили Людвіковку. А було в селі понад 40 господарств. Усі жителі загинули у вогні.
Особливо жорстоко окупанти розправилися із сім'ями Філарета Шендери, Харитин Семенюк, над якими перед стратою жорстоко познущалися.
Єдиний, хто міг врятуватися, був Янек Антонович. Він сокирою розбив дах підпаленого будинку, плигнув на клуню, потім скотився на землю. Не випускаючи з рук сокири, вдарив оторопілого від несподіванки гітлерівця, а потім побіг до лісу. За крок до схованки його наздогнала ворожа куля.
А познущалися над Людвіковкою загарбники за те, що вночі невідомі вбили німецького вартового, що охороняв конюшню, де нацисти тримали коней, і забрали всіх цих коней. Ось виникла думка, що це хтось із людвиківців месників навів… Відповідно комендант Млинівського району Шнайдер дав наказ знищити село.

## Історична цінність
Певний час Ужинець був центром сільської ради. До цієї сільради належало село Каролінка (Королинка).
Таку назву поселення одержало від імені дочки панів Ходкевичів.
В Ужинці пан Ходкевич мав 468 га орної землі та 1280 га лісу. Натомість за 120 селянським дворами було закріплено 711 га землі та 48 га лісу.
Гучних подій, широкомасштабних акцій село не пам'ятає. Воно споконвіку жило тихим мирним життям. І все ж окремі документи стверджують, що селяни Каролінки не були приковані до єдиної лише праці на землі, вони проявляли також громадську, політичну активність. Цікавою з цього приводу є «Книга приговоров схода ІІ-го Каролинковского товарищества Волынской губернии Дубенского уезда Млыновской волости». Аналізуючи архівний документ, журналіст В. М. Худик робить висновок, що у дореволюційний час не всі селяни господарювали одноосібно. Вони створювали щось на зразок нинішніх акціонерних товариств. Держава виділила їм певні кошти для закупівлі с/г реманенту, землю. Є підстави вважати, що членом такої громади міг стати громадянин, селянин-незаможник. Так, у "Книге приговоров", зокрема, вказується: «…получено в ссуду 3730 рублей сроком с 1 января 1899 г на 28 лет»
Позику, безперечно, потрібно було вчасно гасити: «…полугодовой платеж банку 125 рублей 89 копеек должен вноситься или в Волынское отделение Крестьянского отделения Поземельного Банка, или в Уездное Казначейство не позже 1 апреля й 2 октября каждого года». Одразу ж на другій сторінці документа «Первоначальный состав товарищества» бачимо, що тут на перших порах налічувалося 17 чоловік. Цікаво, що в списку значаться прізвища не лише жителів Каролінки і Ужинця, а й інших населених пунктів. Тут записаний Аксентій Іванович Стеблюк-Стебильський з Млинова, Віктор Михайлович Коробій з Підгаєць, а також декілька мешканців Муравиці. 
У «Книге приговоров» бачимо «Извлечение из Устава Крестьянского Поземельного Банка», трохи нижче видрукувані «Правила о крестьянских товариществах, приобретающих земли при содействии Крестьянского Поземельного Банка». В цих правилах —17 пунктів. Процитуємо лише окремі з них. «…Впредь до окончательного погашения выданной из Банка ссуды товарищества могут принимать в состав свой новых членов, разрешать отдельным чинам передачу их долей или частей оных другим товарищам, й выделить в личное владение отдельных товарищей соответствующие их долям участки земли…». 
У «Правилах» також вказано, що громада має право на землі, «оставшиеся после членов товарищества, умерших без наследников, участки товарищей, отказавшихся от участия в товариществе».
Документи свідчать, що члени громади вибирали на своїх зібраннях старосту строком на три роки. В його обов'язки входило зокрема: «охранение должного порядка на сходе, руководство суждениями в счет подаваемых голосов». Виборний повинен був слідкувати за справним внесенням платежів, а також виконувати постанови зібрань «о взыскании недоимок в платежах Банку с неисправных плательщиков, при содействии, в необходимьіх случаях, членов полиции».
Земельного законодавства, як бачимо, суворо дотримувались і в минулому столітті. Одержав землю — господарюй. Держава тебе в цьому навіть заохочує, дає позику, разом з тим мусиш вчасно розрахуватись. Чому ж розпалось «Товарищество»? Це пов'язано з першою світовою війною. Потім уже нічого не вирішували селяни. Настали нові часи, заспівали нових пісень. Правда, сумних, бо спочатку впряглися в польське ярмо, потім знемагали під гітлерівським чоботом. Нарешті вигнали окупантів. Почали господарювати по-новому. У 1944 р. Каролінка пам'ятає півгодинний нерівний бій між частинами НКВС та загоном УПА, який потрапив в оточення. Щоб дезорієнтувати противника, потрібно було комусь викликати вогонь на себе. На це зголосилися Ананій Потапчук (1924 р.н.) із села Мошків та Степан Сацкж (1918 р.н.) із Головчиць. Обоє успішно виконали завдання. Але занадто дорогою ціною — загинули смертю хоробрих. 25 серпня 1996 р. відбулося перезахоронення останків воїнів Української Повстанчої Армії. На цю сумну процесію зібралися сотні громадян. Приїхали делегації з Млинова, Дубна, Луцька, Рівного.
12 червня 2020 року, відповідно до розпорядження Кабінету Міністрів України № 722-р від «Про визначення адміністративних центрів та затвердження територій територіальних громад Рівненської області», увійшло до складу Млинівської селищної громади.
19 липня 2020 року, в результаті адміністративно-територіальної реформи та ліквідації Млинівського району, село увійшло до складу Дубенського району.

## Населення

### Мова
Розподіл населення за рідною мовою за даними перепису 2001 року:
| Мова       | Кількість | Відсоток |
| ---------- | --------- | -------- |
| українська | 496       | 99.6%    |
| російська  | 2         | 0.4%     |
| Усього     | 498       | 100%     |

## Овіта
У селі є школа (наразі не працює). Престольний празник — на другу Пречисту. На Трійцю 1992 р. в Ужинці відбулася велика траурна процесія, в якій взяли участь сотні людей. Перезахоронювали останки бійців УПА Л.Лебедь, В.Савонюка, Б.Лебедя, Ф.Похода і П.Марцинкевича, А.Лесика, 3.Шевчука, Я.Никитюка та ще чотирьох невідомих, які загинули 1945 р. в бою із загоном НКВС. На місці перезахоронення на пагорбі височить пам'ятний знак у вигляді хреста.